# Българско училище „Зора“ (Берн)
Българското училище „Зора“ е училище на българската общност в град Берн, Швейцария. Създадено е през 2018 г.

## История
Училището е открито през 2018 г. Създадено е по инициативна група от седем души – майки, филолози, педагози. Първоначално инициаторите търсят подкрепа от правителството на България в начинанието си, те се свързват с посолството на България в началото на годината, но не получават подкрепа, като им отговарят че са частна инициатива и не са признати от Министерството на образованието и науката на България. В следствие на което родителите решават да продължат проекта като частна инициатива, защото условията за кандидатстване на МОН на България биват доста сложни. Цялото оборудване и учебните помагала са осигурени със средства на българите в Берн. Училището започва с 16 деца, разпределени в две групи. Първоначално те изучават български език и литература по два часа седмично.

## Ученици
Брой на учениците през учебните години:
- 16 – учебна 2018/2019 г.[3]